# Exocentrus dentipes
Exocentrus dentipes là một loài bọ cánh cứng trong họ Cerambycidae.